# Rheumaptera cauquenensis
Rheumaptera cauquenensis là một loài bướm đêm trong họ Geometridae.